# Hideki Uchidate
Hideki Uchidate (内舘 秀樹 Uchidate Hideki?, nacido el 15 de enero de 1974 en Urawa (actualmente Saitama), Saitama) es un exfutbolista japonés. Jugaba de defensa y su último club fue el Urawa Reds de Japón.

## Trayectoria

### Clubes
| Club       | País  | Año         |
| ---------- | ----- | ----------- |
| Urawa Reds | Japón | 1996 - 2008 |

## Palmarés

### Títulos nacionales
| Título             | Club       | País  | Año  |
| ------------------ | ---------- | ----- | ---- |
| Copa J. League     | Urawa Reds | Japón | 2003 |
| Copa del Emperador | Urawa Reds | Japón | 2005 |
| J1 League          | Urawa Reds | Japón | 2006 |
| Copa del Emperador | Urawa Reds | Japón | 2006 |